# Juan Cancio Zamoyski
El conde Juan Cancio Zamoyski (en polaco: Jan Kanty Zamoyski, Stará Ľubovňa, 4 de agosto de 1900-Montecarlo, 28 de septiembre de 1961) fue un aristócrata polaco del siglo XX.

## Biografía
Nacido en Polonia, era el octavo y último de los hijos del matrimonio formado por el conde Andrés Przemyslav Zamoysky y la princesa María Carolina de Borbón-Dos Sicilias. 
El 9 de marzo de 1929, en la capilla del Palacio Real de Madrid, contrajo matrimonio con su prima, la infanta Isabel Alfonsa de Borbón. El matrimonio se produjo durante el luto por la muerte de la abuela de la novia, la reina María Cristina de Austria.
El matrimonio tuvo cuatro hijos:
- Carlos Alfonso (Budapest, 1930-Sevilla, 1979), casado y con hijos.
- María Cristina (Budapest, 1932 - Madrid, 1959, sin descendencia.
- José Miguel (Neuilly-sur-Seine, 1935-Almonte, Huelva, 2010), casado y con hijos.
- María Teresa (Bratislava, 1938), carmelita descalza en el monasterio de la Aldehuela (Getafe) bajo el nombre de sor Rocío de Jesús.

Tras la boda el matrimonio paso a residir en las propiedades de Juan Cancio en Europa Central. Tras el estallido de la Segunda Guerra Mundial, volvieron a España, pasando a residir en Valencina de la Concepción, cerca de Sevilla.

## Títulos y órdenes

### Títulos
- Conde Juan Cancio Zamoysky.

### Órdenes
- Caballero gran cruz de la Orden de Carlos III.[1] (Reino de España)
- Caballero de la Orden de Santiago.[7] (Reino de España)

- Caballero maestrante de la Real Maestranza de Caballería de Sevilla.[1] (Reino de España)